# Le Martyre de saint Florian
Le Martyre de saint Florian est une peinture à l'huile sur  panneau de bois de 76,4 × 67,2 cm, réalisée par Albrecht Altdorfer, et datée d'environ 1518-1520, et conservé au musée des Offices de Florence. Il est signé du monogramme « À in À », dans un poteau du pont à droite.

## Histoire et description
L'œuvre, analogue au tableau Les Adieux de saint Florian (également aux Offices), fait partie d'une série d'au moins sept panneaux d'un polyptyque sur les épisodes de la vie de  saint Florian. Les autres se trouvent au musée National Germanique de Nuremberg (3), à la Galerie Nationale de Prague (1), et dans des collections privées à Berlin (1). L'œuvre complète devait ressembler au retable des Histoires de Saint Sébastien et de la Passion, peint par le même artiste à Ratisbonne pour la nouvelle cathédrale de Linz (vers 1518).
Les deux panneaux florentins sont arrivées aux Offices depuis la collection Spannocchi de la pinacothèque nationale de Sienne, échangées en 1914, pour enrichir la collection de la Renaissance nordique des Offices.

## Description et style
Saint Florian était un soldat romain d'Enns, qui, ayant défendu les chrétiens de Haute Autriche en 304, fut martyrisé au moyen d'une pierre à meule attachée autour du cou et jetée avec lui dans la rivière Inn. Comme une légende raconte qu'il a éteint un feu avec un seul seau d'eau, souvent il est représenté comme protecteur contre le feu.
Derrière Florian, jeune, nu et agenouillé, est disposé le groupe des tortionnaires et de simples curieux, et  la grande pierre à meule attachée à son cou devant lui. Son acceptation sereine du martyre contraste avec les visages excités et déformés des autres personnages, qui font ressortir efficacement sa sainteté. En dessous du pont, un très beau paysage fluvial est représenté.